# Gotfrid
Gotfrid (také Gotefrid, latinsky: Gotfridus nebo Cotefredus; cca 650?–709?) byl koncem sedmého století vévoda z Alamanie. Pocházel z rodu Agilolfingů, což byl dominantní panovnický rod ve franském Bavorském vévodství.
V listině z Cannstattu z roku 700 daroval Gotfrid na žádost kněze jménem Magulfus klášteru St. Gallen hrad Biberburg.
Gotfrid vedl válku o svou de facto nezávislost s majordomem Pipinem Herstalským. Gotfrid ale roku 709 zemřel. Jeho synové, Lantfrid a Theudebald, měli Pepinovu podporu a stali se jeho nástupci.
Říká se, že se Gotfrid oženil s dcerou Teoda Bavorského, ale neexistuje o tom žádný přesvědčivý důkaz. Toto tvrzení je z velké části založeno na dohadech, vzhledem k tomu, že jeho třetí syn Odilo později vládl v Bavorsku. Navíc Gotfrid zemřel několik let předtím, než se věří, že se narodila většina Teodových dětí. I kdyby byl zasnouben s Teodovou dcerou, jejíž jméno je neznámé, byla by v té době jen o málo víc než dítě a nebyla by schopná dovršit takový svazek před jeho smrtí, natož mu porodit více dětí.
Jedna teorie naznačuje, že měl merovejskou manželku, a to na základě skutečnosti, že několik jeho potomků neslo merovejská jména, včetně synů jeho praprapravnučky Hildegardy Vinzgauské, manželky Karla Velikého. Agilolfingové ve skutečnosti v té době vládli Bavorsku a Alamannii pod suverenitou merovejské dynastie, takže takové spojení není nepravděpodobné. V současnosti však neexistují žádné další důkazy, které by to potvrzovaly.
Od jeho syna Huochinga (Huocin, Houchi nebo Hug) vzešel později rod Alaholfingů. Jeho dcera Regarde se provdala za Hildepranda Spoletského.